# Péva Ibolya
Péva Ibolya (Nyírbátor, 1941. március 25. –) Déryné- és Aase-díjas magyar színésznő, a Miskolci Nemzeti Színház örökös tagja.

## Élete
Édesapját elvesztette a második világháború idején, ezért gyermekkora egy részét árvaházban töltötte. A budapesti Varga Katalin Gimnáziumban érettségizett, majd Rózsahegyi Kálmán magániskoljában tanulta a színészmesterséget. Közben megélhetése fedezésére gyári könyvelőként dolgozott. 1961-ben gyorsítva elvégezte az Állami Bábszínház tanfolyamát is.
Már tanulmányai idején szerepelt mozifilmekben és tévéjátékokban. Színpadi pályáját 1961-ben a Magyar Néphadsereg Művészegyüttesének műsorvezetőjeként kezdte. Színésznőként is a közönség elé léphetett az együttes prózai tagozatának előadásain. Első szerepe Marika volt Örsi Ferenc A kapitány c. darabjában. 1966-ban létszámleépítés miatt elbocsátották. Ekkor szerződött a Miskolci Nemzeti Színházhoz, ahol a társulat sokat foglalkoztatott művésze lett. Itteni tagsága csak egy évadra, az 1969–70-esre szakadt meg, amikor a kecskeméti Katona József Színházhoz szerződött nagyobb kihívásokat keresve. A következő szezonban visszatért Miskolcra, ahol mára már az „örökös tag” címmel is megtisztelték. 2021-ig volt a társulat tagja.
Részt vett a borsodi megyeszékhely Színháztörténeti és Színészmúzeumának létrehozásában, ahol tárlatvezetésekre is vállalkozik.
Első férje a pályatárs Velenczey István volt. Fia a színész és galerista Hernádi Csaba.

## Színházi szerepei
- Abay Pál: Ne szóljatok bele!.... Böbe
- Marcel Achard: A bolond lány.... Josefa Lantenay
- Pierre Barillet–Jean-Pierre Grédy: A kaktusz virága.... Antonia
- Barta Lajos: Szerelem.... Böske
- Bertha Bulcsu: A fürdőigazgató.... Ancsa
- Brecht: A kaukázusi krétakör.... Kormányzóné
- Brecht: A vágóhidak szent Johannája.... Mrs. Luckerniddle
- Bródy Sándor: A szerető.... Az anya
- Bródy Sándor: A tanítónő....
- Pierre-Aristide Bréal: Huszárok.... Baglione asszony
- Paul Burkhard: Tűzijáték.... Paula
- Georg Büchner: Danton halála.... Julie
- Albert Camus: A félreértés.... Maria
- Noël Coward: Vidám kísértet.... Elvira
- Csehov: Jubileum.... Tatyjana Alekszejevna
- Csiky Gergely: A nagymama.... Galambosné
- Dés László: A dzsungel könyve.... Varázsló felesége
- Jacques Deval: A potyautas.... Martine
- Dosztojevszkij–Tovsztonogov: A félkegyelmű.... Aglaja
- Ifj. Alexandre Dumas: A kaméliás hölgy.... Prudence
- Samy Fayad: Emberrablás olasz módra.... Giuliana
- Fényes Szabolcs: Lulu.... címszerep
- Georges Feydeau: Ki mint veti ágyát....... Simone
- Gáli József: Daliás idők.... Fehérhajú nő
- Jean Genet: A paravánok.... A szolgálólány; Nedzsma; Blankenseené; Dzsemila
- Gorkij: Kispolgárok.... Cvetajeva
- Gosztonyi János: Dániel és a krokodilok.... Eszter
- Carlo Gozzi: A szarvaskirály.... Smeraldina
- Görgey Gábor–Vörösmarty Mihály: Handabasa.... Vilma
- Gyárfás Miklós: Dinasztia.... Éva
- Gyárfás Miklós: Johanna éjszakája.... Cili
- Heltai Jenő: A néma levente.... Beatrix
- Jerry Herman: Hello, Dolly!.... Ermengarde
- Horváth Jenő: Péntek Rézi.... Teresa Venerdi; Rosita
- Horváth Jenő: A szabin nők elrablása.... Irma
- Ödön von Horváth: Mesél a bécsi erdő.... Második néni
- Horváth Péter: ABC. Gömbvillám a Szív utcában.... Rózsika
- Huszka Jenő: Lili bárónő.... Illésházy Krisztina grófnő
- Jókai Mór–Bozó László: A lőcsei fehér asszony.... Krisztina
- Kállai István: Segítség, nyertem!.... Helén
- Kálmán Imre: A csárdáskirálynő.... Stázi grófnő
- Erich Kästner–Litvai Nelly: Május 35..... Gömbölyű asszony
- Erich Kästner–Mosonyi Aliz: Emil és a detektívek.... Emil nagymamája
- Kemény Gábor: Quasimodo.... Falaurdele anyó
- Kornis Mihály–Arthur Schnitzler: Körmagyar.... Színésznő
- Eugène Labiche–Marc Michel: Olasz szalmakalap.... Clara
- Lajtai Lajos–Békeffi István: A régi nyár.... Mimóza; Néni
- László Miklós: Illatszertár.... Vásárló
- Lázár Ervin: A négyszögletű kerek erdő.... Maminti
- Lehár Ferenc: Cigányszerelem.... Julcsa
- Lehár Ferenc: A víg özvegy.... Olga
- Frederick Loewe: My Fair Lady.... Mrs. Eynsford-Hil
- Maeterlinck: A kék madár.... A Tündér; Berlingotné
- Ferdinand May: Szerelmes robinzonok.... Mariela
- Marius von Mayenburg: A hideg gyermek.... Tina
- Méhes György: Harminchárom névtelen levél.... Zsuzsika
- Méhes György: Noé bárkája.... Virginia
- Molière: A botcsinálta doktor.... Sára asszony
- Molière: Doktor Fregoli.... Sabine
- Molière: Tartuffe.... Dorine
- Molière: Úrhatnám polgár.... Doriméne grófnő
- Molnár Ferenc: A doktor úr.... Lenke
- Molnár Ferenc: Az üvegcipő....
- Móricz Zsigmond: Nem élhetek muzsikaszó nélkül.... Pepi néni
- Móricz Zsigmond: Úri muri.... I. summás lány
- Alfred de Musset: Lorenzaccio.... Luisa Strozzi
- Nagy Nándor–Deres Péter: Robin Hood.... Fiona
- Németh László: Bodnárné.... Cica
- Németh László: A csapda.... Natália
- Johann Nepomuk Nestroy: Szabaccság Mucsán.... Emerencia
- „Saul O'Hara”: Campbell felügyelő utolsó esete.... Jennifer
- Örkény István–Zsótér Sándor: Macskajátékok.... Giza
- Örsi Ferenc: A kapitány.... Marika
- Páskándi Géza: Kettéfűrészelt zongora.... Vera
- Páskándi Géza: A rab kocsija és a kocsi rabja....... Piroska
- Presser Gábor: A padlás.... Mamóka
- Richard Rodgers: A muzsika hangja.... Frau Schmidt
- Romhányi József: Hamupipőke.... címszerep; Hétzsákné
- Rostand: Cyrano de Bergerac.... Margherite nővér
- Saulius Šaltenis: Sicc, halál....... Irena Meskute
- Giulio Scarnicci–Renzo Tarabusi: Kaviár és lencse.... Helena Vietoris
- Schiller: Ármány és szerelem.... Millerné
- Schwajda György: Segítség.... Pirike
- Shakespeare: Ahogy tetszik.... Célia
- Shakespeare: III. Richárd.... York hercegné
- Shakespeare: A makrancos hölgy.... Özvegyasszony
- Shakespeare: Romeo és Júlia.... Montague-né
- Shakespeare: Sok hűhó semmiért.... Hero
- Szakonyi Károly: Adáshiba.... Saci
- Szakonyi Károly: Hongkongi paróka.... Lívia
- Szép Ernő: Vőlegény.... Gyengusné
- Szigligeti Ede: Liliomfi.... Mariska
- Szilágyi Andor: Leánder és Lenszirom.... Bölömbér kerál anyósa
- Vagyim Nyikolajevics Szobko: A második front mögött.... Tánya
- Szüle Mihály: Egy bolond százat csinál.... Marie
- Robert Thomas: Az áldozat visszatér.... Virginie
- Robert Thomas: Nyolc nő.... Madame Chanel
- Varró Dániel: Túl a Maszat-hegyen.... Szösz Néne
- Boris Vian: Mindenkit megnyúzunk!.... Cyprienne-Marie
- Vörösmarty Mihály: Csongor és Tünde.... Tünde
- Weill–Brecht: Koldusopera.... Celia
- Tennessee Williams: Orfeusz alászáll.... Beulah Binnigs
- Tauno Yliruusi: Börtönkarrier.... Anneli
- [Ismeretlen szerző]: Az üstfoltozó.... Az asszony

## Filmjei
- Egy csirkefogó ügyében (1960, tv)
- Katonazene (1961)
- Mindenki ártatlan? Az autóbusz nem áll meg (1961)
- Esős vasárnap (1962)
- Másfél millió (1964)
- Húsz óra (1965)
- Mátyás király Debrecenben (1965, tv)
- Sok hűség semmiért (1966)
- Diákszerelem (1968, rövidfilm)
- Hazai pálya (1969)
- A vőlegény nyolckor érkezik (1972)
- A tűz balladája (1972, tv)
- Nápolyt látni és… (1973)
- Nincs többé férfi (1974, tv)
- Illatos út a semmibe (1974)
- Korkedvezmény (1980, dokumentumfilm)
- Jóban Rosszban (2005, tv-sorozat)
- Az időkirály birodalma (2007, tv)

## Díjai, elismerései
- 1973 – Nívódíj
- 2008 – Aase-díj
- 2010 – Déryné-díj
- A Miskolci Nemzeti Színház örökös tagja